# Typhlodromus philippinensis
Typhlodromus philippinensis är en spindeldjursart som beskrevs av Corpuz-Raros 1966. Typhlodromus philippinensis ingår i släktet Typhlodromus och familjen Phytoseiidae. Inga underarter finns listade i Catalogue of Life.